# Naft Chana
Naft Chana (arab. ‏نفط خانة‎, Nafṭ Ḫāna) – pole naftowe we wschodnim Iraku, przy granicy z Iranem. Eksploatowane od 1923 roku. Połączone rurociągiem z rafinerią w Bagdadzie.